# Las alegres comadres de Windsor (ópera)
Las alegres comadres de Windsor (título original en alemán, Die lustigen Weiber von Windsor) es una ópera en tres actos con música de Carl Otto Nicolai y libreto en alemán de Salomon Hermann von Mosenthal, basado en la comedia de William Shakespeare The Merry Wives of Windsor (Las alegres comadres de Windsor). Se estrenó en Berlín el 9 de marzo de 1849.
La ópera es un Singspiel, que contiene bastante diálogo hablado entre números musicales distintivos.  La ópera sigue siendo popular en Alemania y la obertura a veces se oye en conciertos en otros países. Las alegres comadres de Windsor se representa poco; en las estadísticas de Operabase aparece la n.º 140 de las óperas representadas en 2005-2010, siendo la 25.ª en Alemania y la primera de Nicolai, con 22 representaciones en el período.

## Personajes
| Personaje                                                              | Tesitura     | Reparto del estreno, 9 de marzo de 1849 (Director: Otto Nicolai) |
| ---------------------------------------------------------------------- | ------------ | ---------------------------------------------------------------- |
| Frau Fluth (Alice Ford)                                                | soprano      | Leopoldine Tuczek                                                |
| Frau Reich (Meg Page)                                                  | mezzosoprano | Pauline Marx                                                     |
| Sir John Falstaff                                                      | bajo         | August Zschiesche                                                |
| Fenton                                                                 | tenor        | Julius Pfister                                                   |
| Herr Fluth (Ford)                                                      | barítono     | Julius Krause                                                    |
| Anna Reich (Anne Page)                                                 | soprano      | Louise Köster                                                    |
| Herr Reich (Page)                                                      | bajo         | August Mickler                                                   |
| Spärlich (Slender)                                                     | tenor        | Eduard Mantius                                                   |
| Dr. Cajus                                                              | bajo         | A. Lieder                                                        |
| Hombres y mujeres de Windsor, vecinos, elfos, fantasmas, insectos coro |              |                                                                  |

## Argumento
La historia está próxima a la de Falstaff de Giuseppe Verdi. Pistol y Bardolph están ausentes de esta versión, pero Slender sí se encuentra presente. Las mujeres tienen nombres alemanes. Alice es Frau Fluth y Meg es Frau Reich.

### Acto I
Cuadro I
Jardín entre las casas de Fluth y Reich.
Las damas casadas Fluth y Reich descubren, que ambas han recibido cartas de amor de Falstaff un noble empobrecido. Deciden darle una lección y se retiran, para tramar un plan. Llega entonces el señor Reich. Anna, la hija de los Reich está en edad casadera y tres hombres pretenden su mano: Dr. Cajus, un galán francés, es el favorito de la madre, el padre Reich prefiere en lugar de ello al caballero Spärlich como hijo político, pero Anna está enamorada del pobre Fenton.
Cuadro II
Interior de la casa de los Fluth.
La señora Fluth hace que Falstaff vaya a una cita a la que supuestamente ha sido invitado, se lleva a cabo con grandes gestos, y la señora coquetea con él, descaradamente. La señora Reich, según lo acordado, se esconde. El señor Fluth llega, y entonces las dos señoras esconden al caballero en un cesto de la ropa, que luego arrojan al foso. Fluth mientras tanto ha buscado sin éxito por toda la casa, y las mujeres se divierten. La señora Fluth protesta su inocencia.

### Acto II
Cuadro I
La posada de la Jarretera.
En la posada está un recuperado Falstaff y canta canciones de taberna en las que se queja del baño que le han dado y alaba el vino. Un mensajero le trae una carta en la que la señora Fluth le sugiere otro encuentro. Su marido aparece disfrazado como señor Bach y Falstaff entabla una conversación sobre sus amores, jactándose de su relación con la señora Fluth, lo que provoca la ira de su marido.
Cuadro II
Jardín entre las casas de Fluth y Reich.
Spärlich quiere darle una serenata bajo la ventana de Anna. Aparece entonces Cajus, y el primero tiene que esconderse; pero entonces llega Fenton y el segundo también tiene que esconderse en los arbustos. Desde allí, observan la escena de amor entre los entusiastas amantes.
Cuadro III
Interior de la casa de los Fluth.
De nuevo está Falstaff junto con la señora Fluth. Su amiga la señora Reich vuelve a avisarlos de que viene su marido. Esta vez, el gordo caballero se disfraza con ropa de mujer y pretende ser una lavandera. El señor Fluth entra, vuelve a buscar, y no encuentra a nada, excepto la vieja lavandera, a la que, enfadado, echa de la casa.

### Acto III
Cuadro I
Habitación en casa del señor Reich.
Fluth y Reich finalmente entienden que sus celos no tienen fundamento. Los cuatro deciden jugar una broma a Falstaff por última vez. En un baile de máscaras grandes en el bosque de Windsor será el caballero Herne, que ronda por el bosque de Windsor. Los señores Reich planean además cada uno, casar a Anna cada uno con su pretendiente favorito. Esta, sin embargo, decide por su parte reunirse con su amado, Fenton a medianoche en el bosque para casarse.
Cuadro II
El bosque de Windsor.
Un coro y orquesta cantan a la luna. Falstaff, vestido como el caballero Herne y coquetea con las dos damas. Se oyen ruidos y aparecen fantasmas, elfos e insectos. Anna y Fenton aparecen, después de estar en la capilla del bosque para su boda. Falstaff tiene que reconocer su error. Las señoras Reich y Fluth perdonan a Falstaff y todas las partes se reconcilian.

## Valoración
Es la única obra de Nicolai que forma parte del repertorio, representándose ocasionalmente. Destaca su brillante orquestación.
Verdi usó la misma obra como base para su ópera Falstaff, aunque son dos obras muy diferentes. En particular, la versión de Nicolai es un Singspiel, que contiene mucho diálogo hablado entre los distintos números musicales. La versión de Verdi, su último trabajo, es un continuo musical sin diálogo, une sin interrupción todos los números de conjunto y arias. 

## Arias destacadas
- "Horche, die Lerche singt" (Fenton)
- "Als Büblein klein an der Mutter Brust" - Canción del beber (Falstaff)
- "Nun eilt Herbei" (Frau Fluth)

## Grabaciones
Hay varias grabaciones de la ópera. También hay varias grabaciones de la obertura sola. 
| Año  | Elenco | Director, Teatro y orquesta                                                 | Sello discográfico                            |
| ---- | --- | --------------------------------------------------------------------------- | --------------------------------------------- |
| 1953 | Arnold van Mill, Walter Berry, Peter Klein, Karl Terkal, Wilma Lipp                                                  | Wilhelm Scüchter, Coro y Orquesta de la Ópera Estatal de Baviera            |                                               |
| 1963 | Gottlob Frick, Ernst Gutstein, Kieth Engen, Fritz Wunderlich, Edith Mathis                                           | Robert Heger, Coro y Orquesta de la Ópera Estatal de Baviera                | EMI                                           |
| 1976 | Kurt Moll, Bernd Weikl, Peter Schreier, Edith Mathis, Hanna Schwarz, Helen Donath, Siegfried Vogel, Claude Dornoy    | Bernhard Klee, Coro de la Deutschen Staatsoper Berlin, Staatskapelle Berlin | Berlin Classics. Deutsche Grammophon 2740 159 |
| 1977 | Karl Ridderbusch, Wolfgang Brendel, Claes-Håkan Ahnsjö, Heinz Zednik, Helen Donath, Trudeliese Schmidt, Lilian Sukis | Rafael Kubelik, Coro y Orquesta Sinfónica de la Radiodifusión de Baviera    | Decca D86D 3                                  |
| 2002 | Franz Hawlata, Dietrich Henschel, Heinz Zednik, Juliane Banse, Regina Klepper                                        | Helmuth Froschauer, Landesjugendchor NRW, WDR Rundfunkorchester Köln        | Capriccio                                     |